# 陈闳

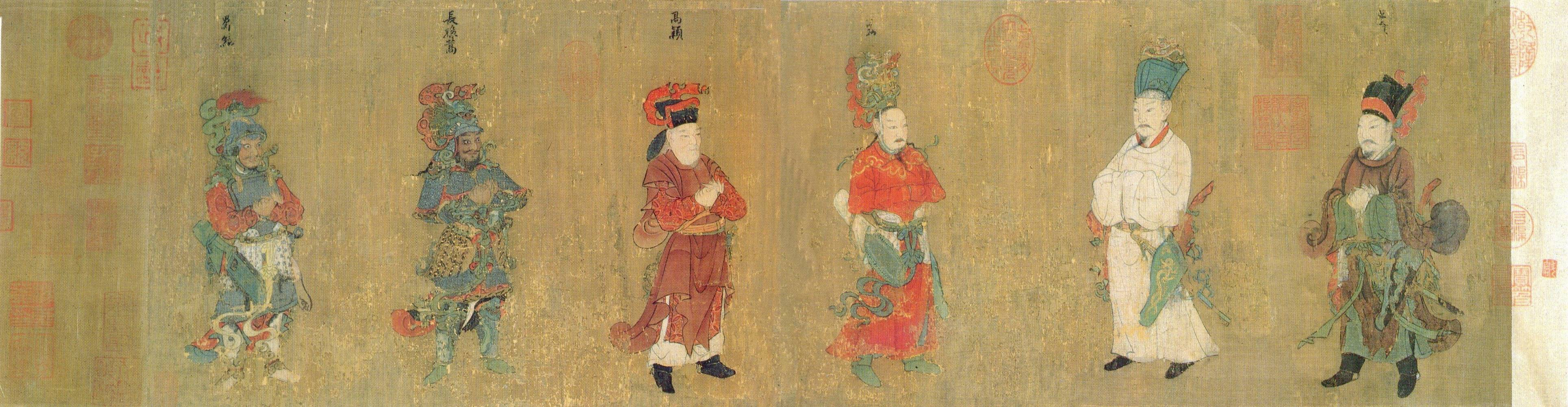
唐 陈闳八公图

陈闳，唐代画家。生卒年不详，会稽（今浙江绍兴）人。曾任永王府长史，以善长绘画而被召入宫廷。擅画人物、肖像、鞍马，所画帝王肖像被誉为“冠绝当代”。传世作品有《八公图》卷，现藏美国纳尔逊艺术博物馆。